# Кенюхово
Кенюхо́во (каз. Кенюхово) — село у складі Шемонаїхинського району Східноказахстанської області Казахстану. Входить до складу Вавілонського сільського округу.
Населення — 297 осіб (2021; 439 у 2009, 469 у 1999, 478 у 1989).
Національний склад станом на 1989 рік:
- німці — 100 %

Станом на 1989 рік село називалось Конюхово.